# Ємен
Є́мен, Респу́бліка Є́мен, Єменська Республіка — країна в південно-західній Азії, межує на півночі із Саудівською Аравією і Оманом на сході. Омивається Аравійським морем на півдні та Червоним на заході. Ємену належать острови Камаран, Перім, Сокотра та інші.
Єменська Республіка була утворена 22 травня 1990 внаслідок об'єднання Єменської Арабської Республіки (ЄАР, або Північний Ємен) і Народної Демократичної Республіки Ємен (НДРЄ, або Південний Ємен).

Столиця Ємену Сана

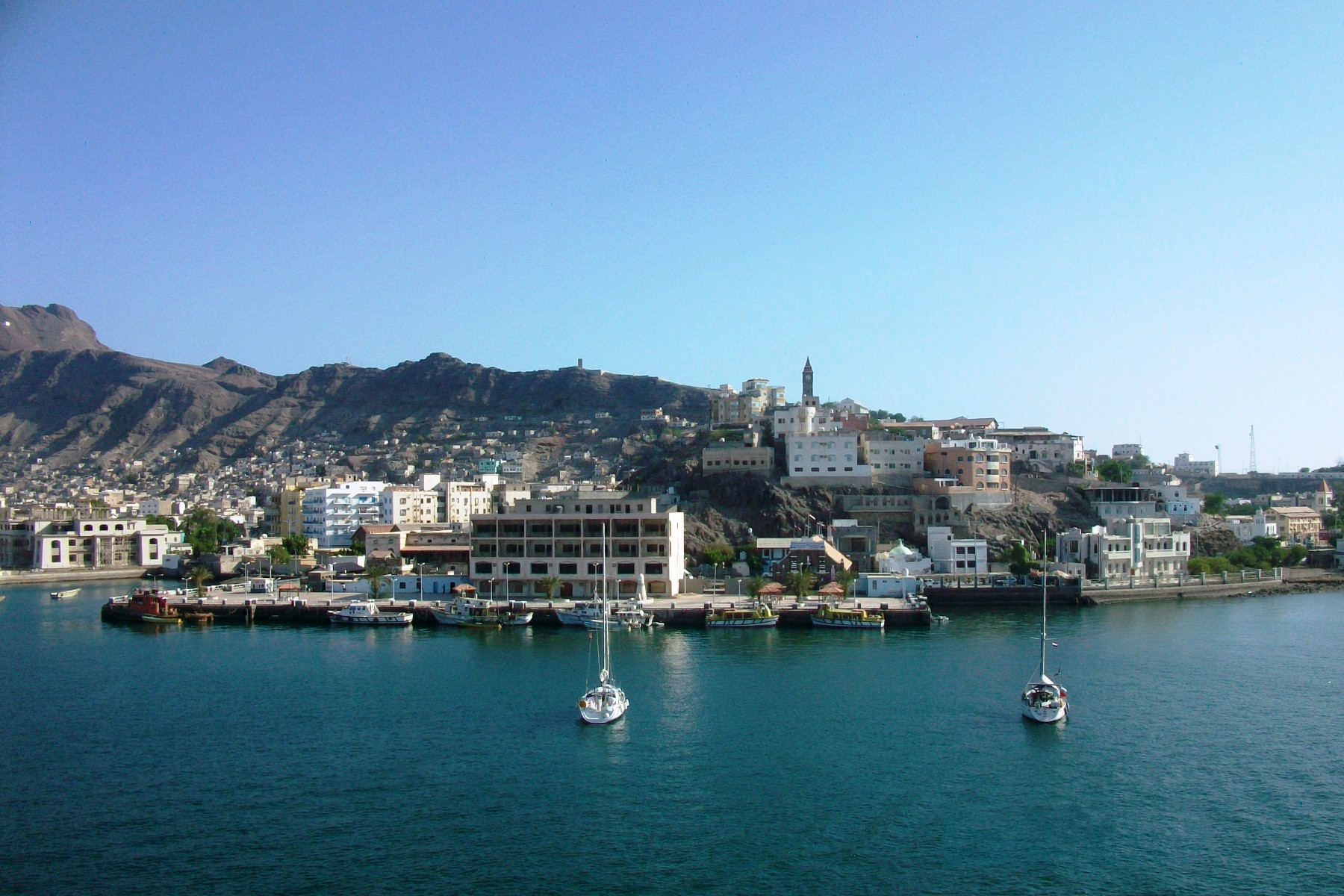
Аден

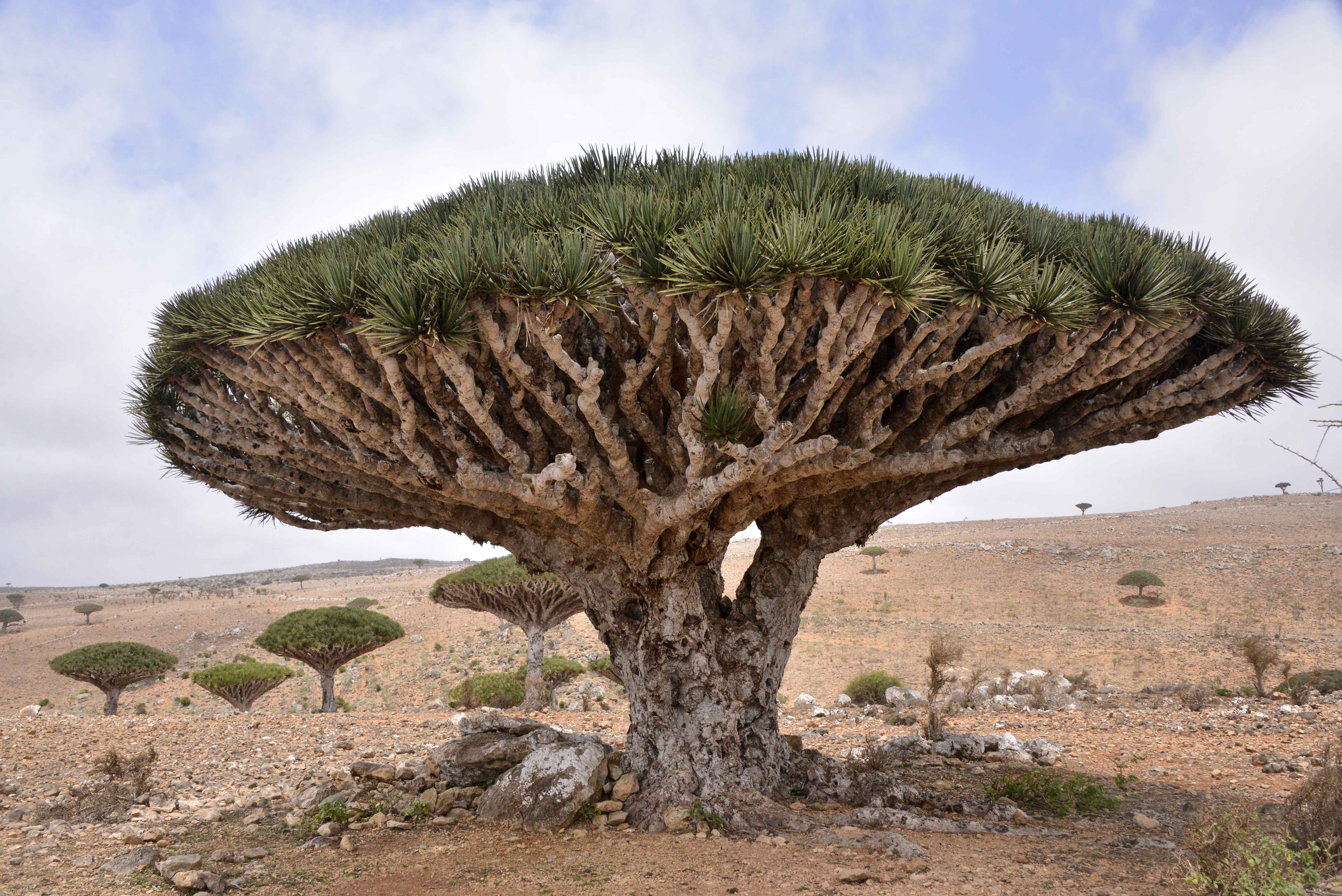
Сокотрійське драконове дерево (Dracaena cinnabari) на острові Сокотра

## Етимологія
Арабське слово «аль-ємен» (араб. اليَمَن) означає «правий» (тобто «по правий бік від Мекки»). Натомість «лівою» називають Сирію — араб. الشام (аш-шам), втім ця назва є неофіційною.
«Аль-яман» може бути перекладена з арабської мови як «права сторона» або «щастя», «благоденство». Ємен займає більшу частину території, яку древні римляни називали «Арабіа Фелікс» («Щаслива Аравія»).

## Природа
На території Ємену лежать величні гори, прибережна низовина Тіхама, посушливі пустельні плоскогір'я, зрідка розділені більш родючими долинами. На заході — Єменські гори (найвища точка гора Ен-Набі-Шаїб, 3660 м). Уздовж узбережжя Червоного моря і Аденської затоки — пустеля Тігама. На сході — невисокі плоскогір'я та пласкі узвишшя, які переходять у пустелю. Клімат тропічний, сухий. У країні відсутні постійні водотоки.
Територія колишньої ЄАР займає східну, найвищу частину Західно-Аравійського нагір'я, яка являє собою піднесений, сильно розчленований край Аравійського щита, частково перекритий древнім лавовими відкладаннями. Низовина Тіхама, шириною від 30 до 80 км, складена алювіальними і щебенистими відкладаннями. Рівнина впирається в гори, що круто підіймаються до висоти 2000–3000 м, де розташоване велике горбисте плоскогір'я, перетнуте зазвичай сухими долинами (ваді) і високими кряжами; саме тут найвища точка країни — гора Ен-Набі-Шаїб. Східний схил Західно-Аравійського нагір'я, звернений до пустелі Руб-ель-Халі, що займає понад половину південної частини Аравійського півострова, більш пологий, ніж схил, звернений до низовини Тіхама, але крутіший, ніж північний схил, звернений до Неджду. Західний край Руб-ель-Халі підноситься на 900–1200 м над рівнем моря.
На території колишньої НДРЄ знаходиться більша частина ресурсів, в тому числі сільськогосподарські угіддя, зосереджені в районі Адена. Винятком є Хадрамаут, регіон у східній частині країни, що являє собою широку долину, що простяглася паралельно берегу і що повертає потім на південь, до моря. Прибережна низовина на півдні тягнеться на 5–65 км углиб країни. Внутрішня частина регіону являє собою перетнуте плоскогір'я, розчленоване долинами ваді.

### Рослинний і тваринний світ
Флора Ємену являє собою суміш флори Судано-Замбезійської області Африканського підцарства і флори Сахаро-аравійської області. Суданська рослинність, що характеризується відносно високим рівнем опадів, домінує у західних горах і частково на високогірних рівнинах. Рослинність Сахаро-аравійської області домінує на прибережних рівнинах, у східних горах, східних і північних пустельних рівнинах. Високий відсоток єменських рослин належить до тропічних африканських рослин, серед яких можна згадати наступні: фікус, комміфора, Senegalia mellifera, Grewia villosa, Rosa abyssinica, Cadaba farinosa та інші.
Серед Сахаро-аравійських видів можуть бути згадані: курай, фінік їстівний, Panicum turgidum, Aerva javanica, Zygophyllum simplex, Fagonia indica, Vachellia tortilis, Acacia ehrenbergiana, Hyphaene thebaica, Capparis decidua, Salvadora persica, Balanites aegyptiaca і багато інших. Багато сахаро-аравійських видів є ендеміками великої піщаної прибережної рівнини Тіхама.
Характерні роди рослин Ірано-Туранської області на сході і північному сході країни: Calligonum, цимбопогон, тамарикс та середземноморського регіону: самосил, лаванда, ялівець, капуста і дворядник.

## Історія
Північ країни стала незалежною від Османської імперії в 1918 році; Північний Ємен оголосив про створення Єменської Народної демократичної Республіки в 1962 році; Народна Республіка Південного Ємену створена в 1967 році і змінила назву на Народну демократичну Республіку Ємен в 1970 році. Війна між обома Єменами розпочалася в 1971—1972, угоди не діють, військові дії почалися знову в 1978 році. Угоду про припинення вогню підписано в 1979 році з пропозицією про створення союзу. Громадянська війна в Південному Ємені розпочалася в 1986 році. Проєкт конституції єдиного Ємену опублікований в 1989 році; кордон між країнами відкрито в 1990-му, і країни формально об'єдналися в травні 1990 року під назвою Республіка Ємен; в 1991 році схвалена нова конституція. Антиурядові виступи в 1992-му, в 1993-му створено коаліційний уряд, який очолив Хайдар Абу Бакр ель-Аттас; створено президентську раду з п'яти осіб.
У 1994 році жителі півдня спробували знову відокремитися, проте їх повстання було придушене.
З 2004 року в північно-західній провінції Саада точилася збройна боротьба між єменськими шиїтами і центральним урядом, в ході придушення повстання шиїтів загинули щонайменше 700 осіб. За цей час між сторонами сім разів укладали угоди про припинення вогню, які згодом рано чи пізно порушувалися.
18 березня 2010 року бойовики заявили, що звільнили всіх захоплених ними раніше в полон військовиків і мирних жителів — за різними даними, від 175 до 445 осіб — і розміновували дороги на півночі Ємену. Президент країни Алі Абдалла Салех оголосив про закінчення війни з повстанцями шиїтів, уточнивши, що йдеться не про припинення бойових дій або перемир'я, а саме про остаточне припинення конфлікту.
Ще до початку арабських революцій Ємен був украй нестабільною країною, яку роздирали на частини численні суперечності. Після відходу у відставку колишнього президента Алі Абдулли Салеха у 2012 країна переживає період нестабільності.
Ємен є найнебезпечнішою країною Аравійського півострова. Там вже кілька років не припиняються бойові дії проти ісламістів, сепаратистів і місцевих шиїтів. Крім того, там же діють численні терористичні угруповання, пов'язані з «Аль-Каїдою».
За даними рейтингу «Неспроможних держав» на 2013, Ємен посідає в ньому 6-те місце.

## Адміністративний поділ

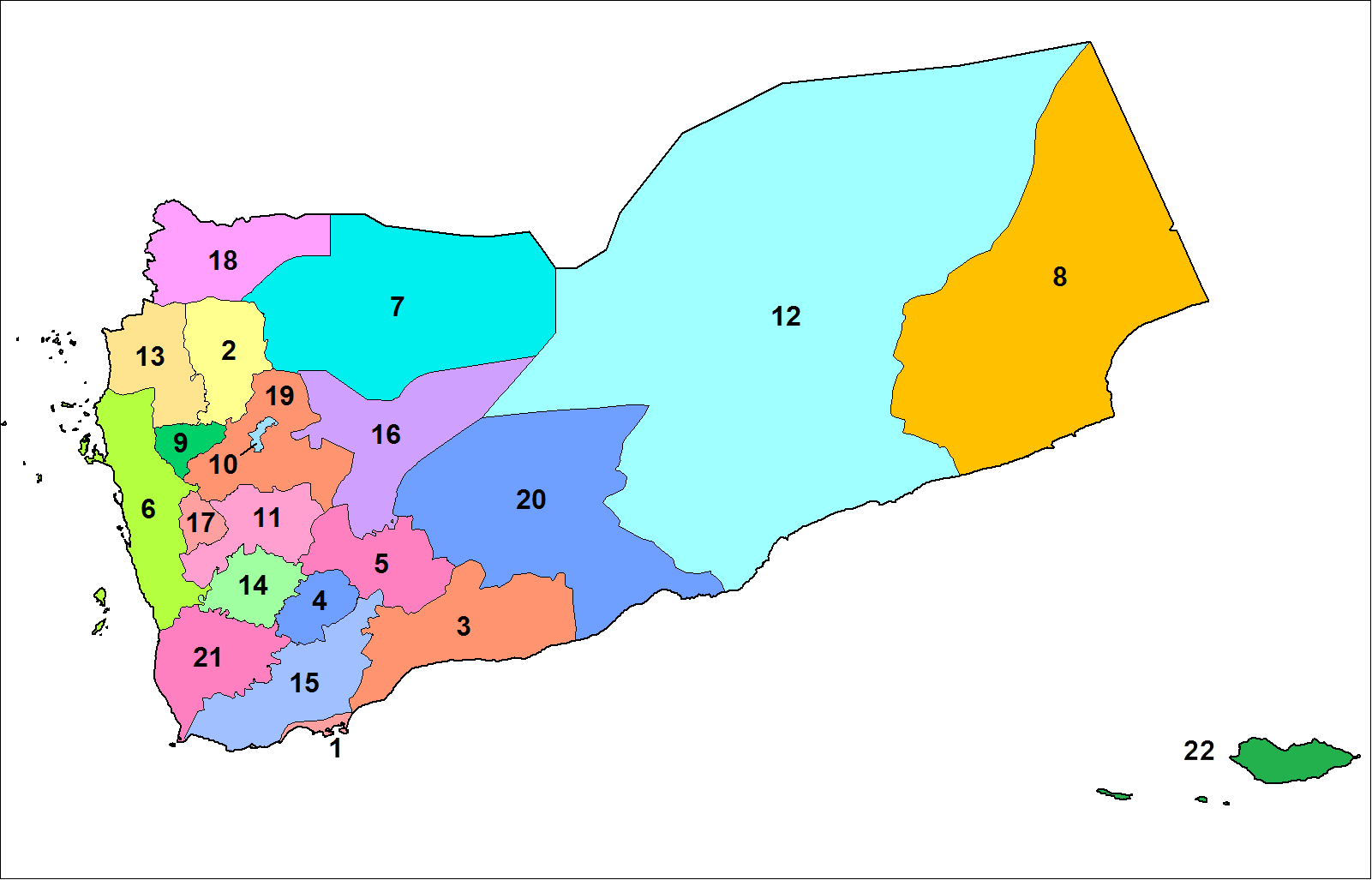
Адміністративний поділ Ємену на мухафази:1. Аден 2. Амран 3. Аб'ян 4. Ед-Даля 5. Ель-Бейда 6. Ходейда 7. Ель-Джауф 8. Ель-Махра 9. Ель-Махвіт 10. Сана (місто) 11. Дамар 12. Хадрамаут 13. Хадджа 14. Ібб 15. Лахдж 16. Маріб 17. Рейма 18. Саада 19. Сана 20. Шабва 21. Таїз 22. Сокотра

Ємен ділиться на 22 мухафази, які поділені на 333 райони (muderiah), які в свою чергу поділені на 2210 підрайонів, і потім на 38284 села (на 2001 рік).
10 лютого 2014 року оприлюднено пропозиції високопоставленої державної комісії, що стосуються перетворення країни з унітарної на федеративну. Як очікується, Ємен розділять на шість регіонів, що володіють широкими повноваженнями у сфері внутрішньої політики.

## Населення
Чисельність населення — 24 млн (2011).
Річний приріст — 2,7 %.
Фертильність — 4,8 народження на 1 жінку.
Тривалість життя — 61 рік у чоловіків, 65 років у жінок.
Міське населення — 31 % (2008).
Грамотність — 70 % чоловіків, 30 % жінок (оцінка станом на 2003 рік).
Етнічний склад — переважно араби, невелике число афро-арабських мулатів та індійців.

### Релігія
Також велике значення має розподіл частини єменців на кілька десятків племен і племінних конфедерацій. На півночі країни впливові племінні конфедерації хашід і Бакіл, племена бені Матар, бені Харіс та інші, а на півдні племена субайхі, хаушабі, Амірі, Яфаі, Фадля, Аулакі і інші.
Переважна більшість жителів Ємену — мусульмани (99 %). Майже дві третини єменських мусульман є сунітами 65 %, шиїти — 35 % (8–10 млн віруючих).
Релігійні меншини представлені індуїстами (155 тис.), християнами (41 тис.), юдеями, зороастрійцями та ін.
Серед християн найчисельніші протестанти (30 тис.). Протестанти представлені кількома конфесіями, в першу чергу це п'ятдесятники (7,1 тис. у 2000 році). Чисельність католиків оцінюється в 6 тисяч осіб. Серед вихідців з Ефіопії і Еритреї є прихильники древніх східних церков — Ефіопської і Еритрейської. У Ємені регулярно фіксуються випадки переслідування християн.

## Охорона здоров'я
У 2016 році ВООЗ за допомогою HeRAMS оцінено 16 з 22 провінцій країни. Із 3507 проаналізованих закладів охорони здоров'я повністю функціонує лише 1579 (45 %), частково 1343 (38 %). 504 закладів (17 %) не працює. Лікарі взагалі відсутні у 49 із 279 оцінених округів. У 42 % оцінених округів країни є лише 2 або менше лікарів.
У 2017 році у країні зафіксовано найбільший у світі за останні 50 років спалах холери. Захворіло близько 1 млн жителів країни.

## Економіка
Ємен — переважно аграрна країна. На сільське господарство і видобувну промисловість у 1990-х роках припадало 68,4 %. Основні галузі промисловості: нафтова та нафтопереробна, текстильна, харчова, цементна. Є невеликі алюмінієві заводи. Транспорт головним чином автомобільний та морський. Морські порти: Аден, Ходейда, Моха, Саліф, Ель-Мукалла. Основні аеропорти розташовані в Сані і Хормаксарі (біля Адена).
За даними [Index of Economic Freedom, The Heritage Foundation, U.S.A. 2001]:
- ВВП — 4,2 млрд $.
- Темп зростання ВВП — 3,8 %.
- ВВП на душу населення — 254 $.
- Імпорт (машини і обладнання, транспортні засоби, споживчі товари, пряжа, текстиль, пшениця, цукор, мед) — 2,7 млрд $ (г. ч. США — 8,9 %; ОАЕ — 9 %; Франція — 7,6 %; Італія — 7,3; Саудівська Аравія — 7 %).
- Експорт (бавовна, нафтопродукти, кава, шкіри, худоба, риба; паливно-мастильні матеріали становлять 84 % експорту) — 0,858 млрд $ (г. ч. Китай — 31 %, Південна Корея — 25 %; Таїланд — 22 %; Японія — 5 %).

За даними Всесвітнього банку, ВВП Ємену в 1996 році становив $6,02 млрд ($380 на душу населення). Приріст ВВП становив 2,8 % в 1990—1995 роках і 3,0 % в 1996 році. Структура ВВП Ємену в 1995 році: сільське й лісове господарство і рибальство — 14,7 %, сфера обслуговування — 46,5 %, добувна і обробна промисловість, будівництво і енергетика 38,8 %.
Виробництво електроенергії в країні — близько 1,7 млрд кВт·год на рік (1990).

## Культура

### Інтернет
Доступ до інтернет в Ємені здійснюють провайдери TeleYemen і AdenNet. Провайдера YemenNet було захоплено повстанцями, тому було створено провайдера AdenNet.